# Ommatauxesis
Ommatauxesis is een monotypisch geslacht van spinnen uit de  familie van de Desidae.

## Soort
- Ommatauxesis macrops Simon, 1903